# Locomotiva 4-8-4

Diagrama do arranjo de rodas 4-8-4.

Uma locomotiva 4-8-4 possui, de acordo com a Classificação Whyte para locomotivas a vapor,  um arranjo de rodas com quatro rodas guia em um truque de dois eixos sem tração, seguidas de oito rodas motrizes, em quatro eixos, e quatro rodas portantes, em dois eixos posteriores.

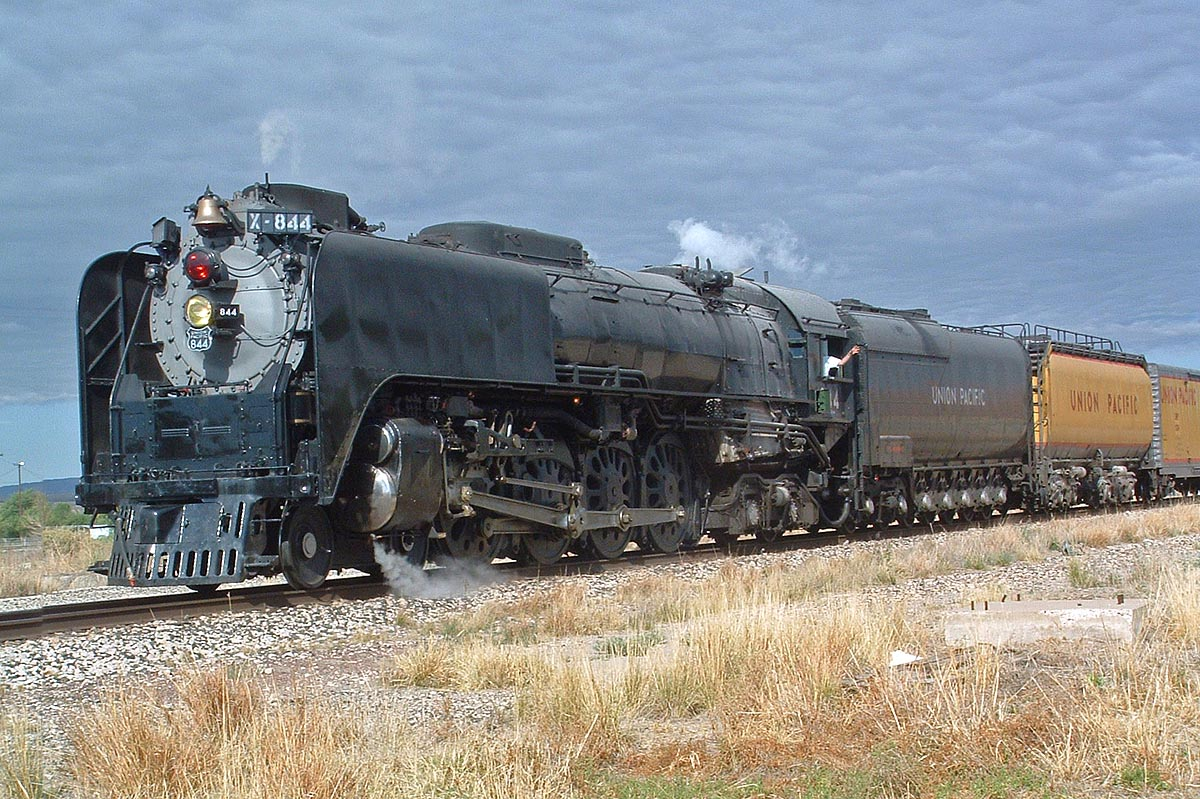
Union Pacific 844. 4-8-4 ainda em operação como parte de um programa de preservação histórica.

A locomotiva 4-8-4, surgiu na esteira da demanda crescente de trens de passageiros cada vez maiores e mais velozes que seguiu a partir dos anos 1920. A primeira 4-8-4 foi construída pela Alco para a Northern Pacific, basicamente como uma 4-8-2 modificada para acomodar uma área de combustão maior. 

## Outras classificações
Outros sistemas de classificação representam o arranjo 4-8-4 com as seguintes notações:
- Classificação alemã (UIC): 2D2
- Classificação francesa:  –